# Verrucosa benavidesae
Verrucosa benavidesae Lise, Kesster & Silva, 2015 è un ragno appartenente alla famiglia Araneidae.

## Etimologia
Il nome della specie è in onore dell'aracnologa colombiana Ligia Benavides che rinvenne gli esemplari nel 2003.

## Caratteristiche
L'olotipo femminile rinvenuto ha lunghezza totale è di 9,50mm; la lunghezza del cefalotorace è di 3,25mm; e la larghezza è di 3,25mm.

## Distribuzione
La specie è stata reperita nella Colombia meridionale: l'olotipo femminile è stato rinvenuto nella riserva Estación Biologica Caparu, nel territorio comunale di Taraira, appartenente al Dipartimento di Vaupés. Alcuni paratipi femminili sono stati invece reperiti lungo il Río Orteguaza, che scorre nel Dipartimento di Caquetá.

## Tassonomia
Al 2015 non sono note sottospecie e non sono stati esaminati nuovi esemplari.